# Karposh Point
Der Karposh Point (englisch; bulgarisch нос Карпош nos Karposch) ist eine unvereiste Landspitze an der Nordküste von Snow Island im Archipel der Südlichen Shetlandinseln. Sie liegt 2,3 km westlich des nordöstlichen Ausläufers des President Head, 2,5 km ostsüdöstlich des Gostun Point und 4,8 km ostsüdöstlich des Kap Timblón.
Britische Wissenschaftler kartierten sie 1968. Die bulgarische Kommission für Antarktische Geographische Namen benannte sie 2006 nach Karposch, Anführer der Rebellion gegen die osmanische Vorherrschaft in Bulgarien im Jahr 1689.